# S&P 500 Short Index
Der S&P 500 Short Index ist ein an die Wertentwicklung des bekannten US-Aktienindex S&P 500 TR gekoppelter Index, der die entsprechende Performance invers abbildet, also im Falle sinkender Kurse steigt. Eine alternative Bezeichnung des Index ist daher S&P 500 Inverse Index. Der Index bildet de facto eine Short-Position auf den S&P 500 TR Index ab. Neben einer inversen Performanceabbildung wird dem Index daher auch ein Zinsanteil in Höhe des USD-LIBOR-Tagesgeldsatzes zugerechnet. Dieser Zinsanteil bezieht sich zum einen auf das investierte Kapital, aber auch auf die aus der Short-Position erzielten Beträge. Somit ergibt sich der doppelte USD-LIBOR-Zinssatz, der auf täglicher Basis in die Indexberechnung einfließt. Kosten für die Wertpapierleihe der im S&P 500 TR Index enthaltenen Aktien werden dem S&P 500 Short Index hingegen gemäß Indexberechnungsgrundlagen nicht belastet.
Der Index dient vornehmlich als Grundlage derivativer Finanzprodukte.